# إيغور بيترنكو
إيغور بيترنكو (بالروسية: Игорь Петрович Петренко)‏ هو ممثل روسي (وحمل سابقاً جنسية الاتحاد السوفيتي)، ولد في 23 أغسطس 1977 ببوتسدام في ألمانيا. بدأ مشواره المهني سنة 2000، ومن الجوائز التي نالها جائزة الدولة لروسيا الاتحادية ‏ سنة 2002 وجائزة نيكا سنة 2002.

## أعمال

### أفلام
- (2002) زيفيزدا
- (2016) فيلم فايكنج

## جوائز
- جائزة الدولة لروسيا الاتحادية [الإنجليزية]‏ (2002)
- جائزة نيكا (2002)

## وصلات خارجية
- إيغور بيترنكو على موقع IMDb (الإنجليزية)
- إيغور بيترنكو على موقع قاعدة بيانات الفيلم (الإنجليزية)